# Tectoporus gracilipes
Tectoporus gracilipes är en mångfotingart som beskrevs av Carl 1902. Tectoporus gracilipes ingår i släktet Tectoporus och familjen orangeridubbelfotingar. Inga underarter finns listade i Catalogue of Life.